# Asuragina yangi
Asuragina yangi är en tvåvingeart som beskrevs av Yang och Akira Nagatomi 1992. Asuragina yangi ingår i släktet Asuragina och familjen bäckflugor.
Artens utbredningsområde är Yunnan (Kina). Inga underarter finns listade i Catalogue of Life.